# Ladysmith (Wisconsin)
Ladysmith is een plaats (city) in de Amerikaanse staat Wisconsin, en valt bestuurlijk gezien onder Rusk County.

## Demografie
Bij de volkstelling in 2000 werd het aantal inwoners vastgesteld op 3932. In 2006 is het aantal inwoners door het United States Census Bureau geschat op 3636, een daling van 296 (-7,5%).

## Geografie
Volgens het United States Census Bureau beslaat de plaats een oppervlakte van 11,1 km², waarvan 10,1 km² land en 1,0 km² water. Ladysmith ligt op ongeveer 349 m boven zeeniveau.

## Plaatsen in de nabije omgeving
De onderstaande figuur toont nabijgelegen plaatsen in een straal van 20 km rond Ladysmith.